# Sinfonia nuziale
Sinfonia nuziale (The Wedding March, "La marcia nuziale") è un film muto del 1928 scritto, prodotto, diretto, montato e interpretato da Erich von Stroheim che curò anche i costumi del film. È il capitolo conclusivo della trilogia a sfondo mitteleuropeo dopo "Donne viennesi" del '22 e "La vedova allegra" del '25.

## Trama
Vienna, 1914. Nel giorno del Corpus Domini il principe Nicki, donnaiolo scapolo perennemente al verde, comanda la Guardia a cavallo davanti al duomo di Santo Stefano. Alcune persone, volendo assistere più da vicino alla processione e all'uscita dell'imperatore, si accostano al reparto del principe. Tra di loro c'è la giovane figlia d'un violinista, Mitzi, accompagnata dal rozzo macellaio Schani. Nicki la vede e inizia con lei un gioco di sguardi e di silenziose intese. Alla salva di fucile che annuncia la processione, il cavallo di Nicki s'imbizzarrisce e getta a terra Mitzi procurandole una slogatura alla caviglia. 
Più tardi il principe le fa visita in ospedale e poi nella locanda del padre di Schani, dove lei accompagna il proprio genitore con l'arpa. La notte i due giovani si appartano nel giardino della locanda e tra i meli in fiore sulla riva del Danubio s'innamorano l'uno dell'altra. 
Alcuni giorni dopo il padre di Nicki, incontrato in un bordello un ricco commerciante, combina un matrimonio tra la figlia di questi (Cecilia, una ragazza zoppa) e il proprio rampollo, allo scopo di ristabilire le sorti della nobile ma squattrinata famiglia di principi. L'accordo viene annunciato a Nicki, che dapprima si oppone; ma in seguito, allettato dalla prospettiva della ricchezza, accetta di sposare Cecilia. 
Schani, nel frattempo, accecato dalla gelosia cerca inutilmente di approfittarsi di Mitzi, giurando poi di volersi vendicare di Nicki uccidendolo durante le nozze (delle quali lui stesso ha dato notizia alla ragazza). Quel pomeriggio, mentre gli sposi escono dalla chiesa, Mitzi promette a Schani che diventerà sua moglie purché lui non faccia del male a Nicki. La carrozza nuziale si allontana sotto la pioggia. A Cecilia che gli chiede chi fossero la ragazza in lacrime e il rude giovanotto fuori della chiesa, Nicki risponde di non averli mai veduti prima.

## Produzione
Il film fu prodotto dalla Paramount Famous Lasky Corporation. Erich von Stroheim girò anche la seconda parte del film, che ebbe per titolo The Honeymoon (Luna di miele). Il materiale venne passato alla Paramount (della quale la Paramount Famous Lasky Corporation era un'affiliata) e questa ne affidò il montaggio a Josef von Sternberg. Erich von Stroheim non riconobbe però il risultato del lavoro compiuto dallo Sternberg e questa seconda parte non venne distribuita negli Stati Uniti. The Honeymoon risulta attualmente un film perduto.

## Distribuzione
Distribuito dalla Paramount Famous Lasky Corporation e Paramount Pictures, il film uscì nelle sale cinematografiche statunitensi il 6 ottobre 1928.